# Síndrome de Down
Síndrome de Down, também denominada trissomia 21 ou trissomia do cromossomo 21, é uma alteração genética causada pela presença integral ou parcial de uma terceira cópia do cromossoma 21. A condição está geralmente associada a atraso no desenvolvimento infantil, feições faciais características e deficiência intelectual leve a moderada.
A trissomia do cromossomo 21 é a causa genética para a síndrome de Down. Trata-se da causa genética mais comum de deficiência intelectual (formalmente definida por um quociente de inteligência (QI) inferior a 70. O QI de um jovem adulto com síndrome de Down é, em média, de 50, embora isto possa variar significativamente.
Os pais da pessoa com síndrome de Down geralmente não têm alterações em termos genéticos. A presença do cromossomo adicional ocorre ao acaso por um erro na gametogênese. A probabilidade aumenta com a idade materna, desde menos de 0,1% em mulheres que são mães aos 20 anos até 3% em mulheres que sejam mães aos 45 anos. Não se conhece qualquer fator comportamental ou ambiental que influencie esta probabilidade. A Síndrome de Down pode ser detectada durante a gravidez durante o rastreio pré-natal, seguido por exames de diagnóstico após o nascimento através de observação direta e exames genéticos. Desde a introdução dos rastreios, as gravidezes com diagnóstico da síndrome são geralmente interrompidas em países onde esse tipo de interrupção é permitido. Recomenda-se à pessoa com síndrome de Down a realização regular ao longo da vida de exames de rastreio para problemas de saúde comuns na condição.
O diagnóstico da síndrome de Down geralmente é clínico, a partir de características observáveis. Porém, é recomendável a realização do exame de cariótipo para verificar se trata-se de uma trissomia livre ou parcial do cromossomo 21. Em casos de trissomia parcial, que correspondem a uma minoria dos casos, um dos genitores pode ser portador de uma translocação balaceada envolvendo o cromossomo 21, o que aumenta o risco recorrência da síndrome de Down e abortamentos em gestações seguintes. Dessa forma, o resultado do cariótipo é relevante para planejamento familiar.
Não existe cura para a síndrome de Down. A educação e cuidados adequados aumentam a qualidade de vida da pessoa. Algumas crianças com síndrome de Down frequentam escolas comuns, enquanto outras requerem ensino especializado. Algumas concluem o ensino secundário e podem frequentar o ensino superior. Durante a idade adulta, muitas pessoas com a condição executam trabalhos remunerados, embora seja frequente que necessitem de adequações no ambiente de trabalho, com orientações específicas. Em muitos casos, as pessoas com síndrome de Down necessitam de apoio financeiro e orientação em questões legais. Em países desenvolvidos e com cuidados apropriados, a esperança média de vida com a condição é de 50 a 60 anos ou mais.
A síndrome de Down é uma das alterações cromossómicas mais comuns nos seres humanos, ocorrendo em cerca de um entre cada 1 000 bebés nascidos em cada ano. Em 2015, cerca de 5,4 milhões de pessoas em todo o mundo tinham síndrome de Down. Em 2013, a condição foi a causa de 27 000 mortes, uma diminuição em relação às 43 000 em 1990. A síndrome é assim denominada em memória de John Langdon Down, o médico britânico que descreveu integralmente essa condição em 1866. Algumas características já tinham já sido descritas por Jean-Étienne Esquirol em 1838 e Édouard Séguin em 1844. Em 1958 foi descoberta por Jérôme Lejeune a causa genética dessa alteração, uma cópia adicional do cromossoma 21.

## Sinais e sintomas
Aqueles com síndrome de Down quase sempre têm deficiências físicas e intelectuais. Questões de saúde envolvem cardiopatia congênita, epilepsia, leucemia, doença da tireóide e transtornos mentais. e quando adultos, suas habilidades mentais apresentam limitações e podem apresentar reação imunológica deficiente.

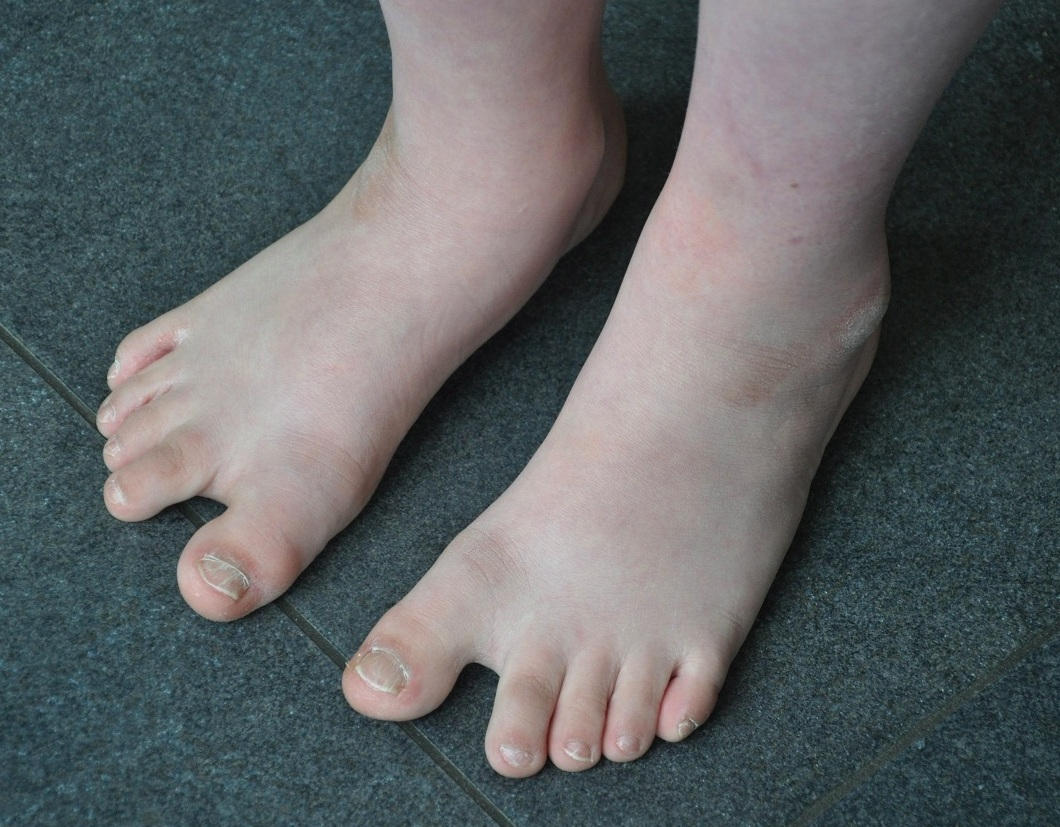
Pés de um menino com síndrome de Down

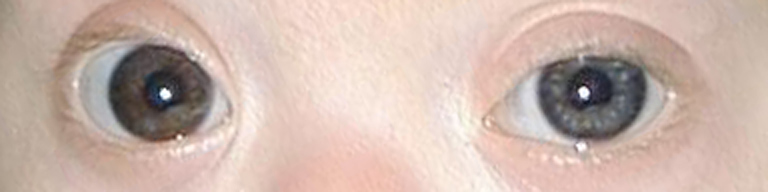
Manchas de Brushfield, visíveis nas íris de um bebê com síndrome de Down

| Características                                    | Incidência (%) | Características                      | Incidência (%) |
| -------------------------------------------------- | -------------- | ------------------------------------ | -------------- |
| Deficiência intelectual                            | 99%            | Dentes anormais                      | 60%            |
| Crescimento diminuído                              | 90%            | Olhos oblíquos                       | 60%            |
| Hérnia umbilical                                   | 90%            | Mãos encurtadas                      | 60%            |
| Excesso da pele atrás do pescoço                   | 80%            | Pescoço curto                        | 60%            |
| Tônus muscular baixo                               | 80%            | Apneia obstrutiva do sono            | 60%            |
| Céu da boca estreito                               | 76%            | Ponta do quinto dedo dobrado         | 57%            |
| Cabeça achatada                                    | 75%            | Manchas de Brushfield na íris ocular | 56%            |
| Ligamentos flexíveis                               | 75%            | Prega palmar transversal única       | 53%            |
| Língua Hipotônica                                  | 75%            | Língua saliente                      | 47%            |
| Orelhas anormais                                   | 70%            | Cardiopatia congênita                | 40%            |
| Nariz achatado                                     | 68%            | Estrabismo                           | ~35%           |
| Separação entre o primeiro e segundo dedos dos pés | 68%            | Testículos não descidos              | 20%            |

### Físico
Pessoas com síndrome de Down podem ter algumas ou todas essas características físicas: queixo pequeno, olhos inclinados, hipotonia (tônus muscular reduzido), ponte nasal plana, vinco único da palma da mão e língua saliente devido a uma boca pequena e língua hipotônica. Alterações das vias aéreas levam a apneia obstrutiva do sono em cerca de metade das pessoas com síndrome de Down. Outras características comuns incluem: uma face plana e larga, pescoço curto, flexibilidade excessiva das articulações, espaço extra entre o primeiro e o segundo dedo do pé, padrões atípicos nas pontas dos dedos e dedos curtos. A instabilidade da articulação atlantoaxial ocorre em cerca de 20% e pode levar a lesão medular em 1-2%. As luxações do quadril podem ocorrer sem trauma em até um terço das pessoas com síndrome de Down.
O crescimento na altura é mais lento, resultando em adultos que tendem a ter baixa estatura - a altura média dos homens é de 1,54 cm e das mulheres é de 1.42 cm. Indivíduos com síndrome de Down estão em maior risco de obesidade à medida que envelhecem. Há tabela de crescimento desenvolvidas especificamente para crianças com síndrome de Down.

### Neurológico
Essa síndrome causa cerca de um terço dos casos de deficiência intelectual. Muitos marcos do desenvolvimento são alcançados tardiamente, como a capacidade de engatinhar que ocorre em torno de 8 meses em vez de 5 meses e a capacidade de caminhar de forma independente, geralmente ocorrendo em torno de 21 meses em vez de 14 meses.
A maioria dos indivíduos com síndrome de Down tem deficiência intelectual leve (QI: 50-69) ou moderada (QI: 35-50), com alguns casos com dificuldades graves (QI: 20-35). Aqueles com síndrome de Down em mosaico geralmente têm escores de QI de 10 a 30 pontos a mais. À medida que envelhecem, as pessoas com síndrome de Down geralmente apresentam desempenho inferior do que seus pares da mesma idade.
Geralmente, indivíduos com síndrome de Down têm melhor compreensão da linguagem do que capacidade de se expressar, assim a linguagem receptiva tende a ser mais desenvolvida do que a linguagem expressiva. Entre 10 e 45% têm gagueira ou fala rápida e irregular, dificultando sua compreensão. Alguns após os 30 anos de idade podem apresentar dificuldade maior na fala.
Pessoas que têm a Sindrome mostram habilidades sociais. Os problemas de comportamento geralmente não são tão grandes quanto em outras síndromes associadas à deficiência intelectual, embora muitas vezes necessitem de ajuda profissional devido à presença de comportamentos disruptivos. Nas crianças com síndrome de Down, o transtorno mental ocorre em quase 30% e o autismo ocorre em 5 a 10%. Na síndrome de Down as reações emocionais são semelhantes às de pessoas que não têm a Sindrome. Pessoas com síndrome de Down geralmente parecem felizes, porém sintomas de depressão e ansiedade podem se desenvolver no início da idade adulta. Cabe ressaltar que a "impressão de felicidade" é superficial e pode estar ligada a estereótipos, tendo em vista que cada pessoa tem características próprias.
As crianças e os adultos com síndrome de Down apresentam risco aumentado de convulsões epilépticas, que ocorrem em 5 a 10% das crianças e em até 50% dos adultos; isso inclui um risco aumentado de um tipo específico de convulsão chamado espasmos infantis Muitos (15%) que vivem 40 anos ou mais desenvolvem a doença de Alzheimer Naqueles que completam 60 anos, 50-70% têm a doença.

## Causas e genética

A presença de três cromossomas 21 no cariótipo é o sinal da síndrome de Down por trissomia 21. Este cariótipo mostra uma síndrome de Down adquirida por não-disjunção.

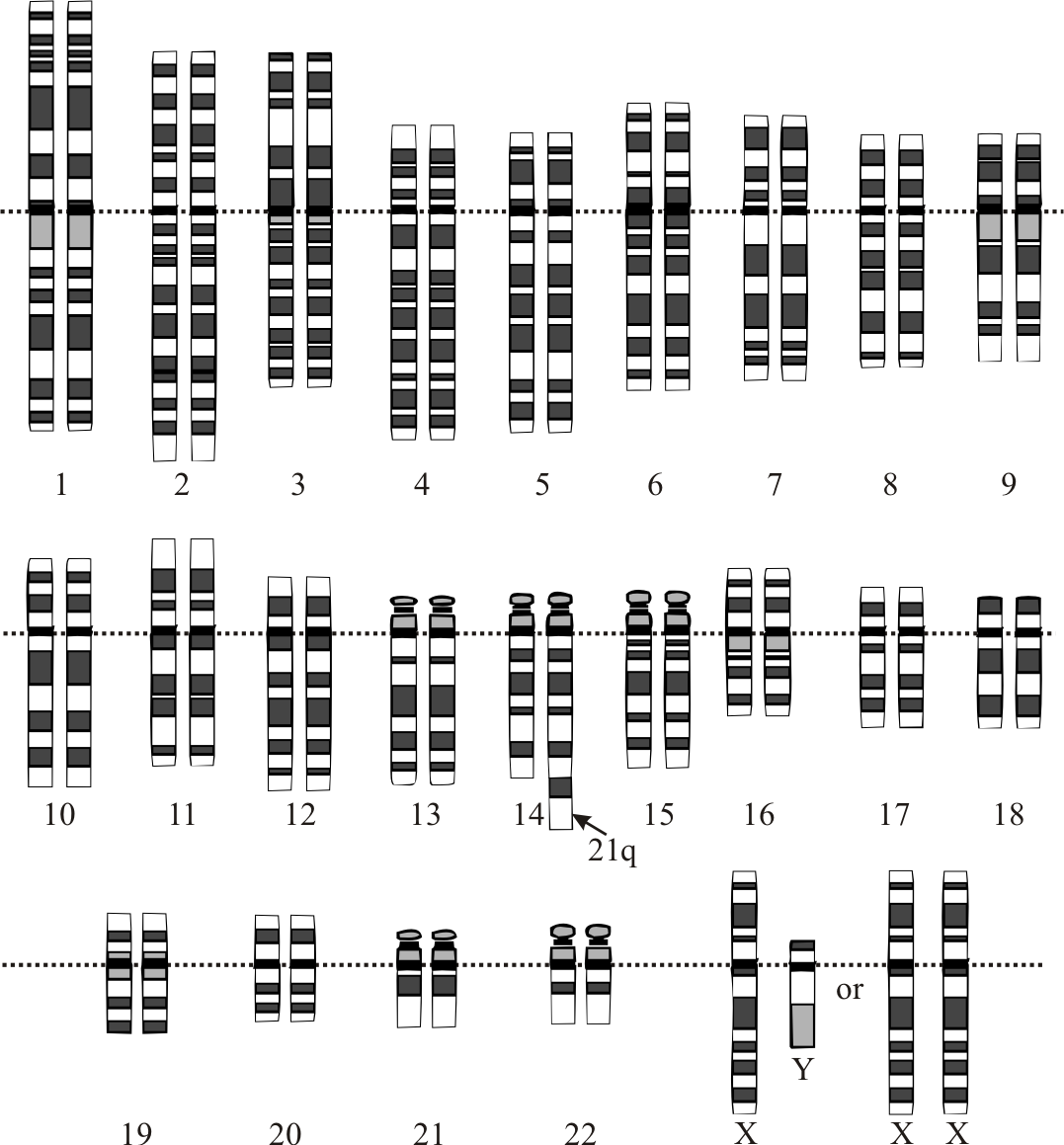
Cariótipo de uma pessoa com síndrome de Down causada por uma translocação Robertsoniana

Das alterações genéticas que levam a deficiência intelectual, a síndrome de Down é a mais prevalente e mais bem estudada. A síndrome de Down pode ter três alterações genéticas possíveis das quais a trissomia livre do cromossomo 21 é a mais frequente (95% dos casos). A trissomia 21 é a presença de uma terceira cópia do cromossomo 21 nas células do indivíduo. Outras desordens desta síndrome incluem a duplicação do mesmo conjunto de genes, p.e., translações do cromossomo 21. Também pode acontecer o mosaicismo, no qual células com dois cromossomos 21 coexistem com células que têm três cromossomos 21. Dependendo da efectiva etiologia e da estimulação ofertada, a dificuldade na aprendizagem pode variar de média a grave.
Os efeitos da cópia extra variam muito de indivíduo para indivíduo, dependendo da extensão da cópia extra, do background genético, de fatores ambientais, e de probabilidades. A síndrome de Down pode ocorrer em todas as populações humanas, e efeitos análogos foram encontrados em outras espécies como chimpanzés e ratos.

### Trissomia 21
A trissomia simples do cromossomo 21 é a causa de aproximadamente 95% dos casos observados da síndrome, com 88% dos casos originários da não disjunção meiótica no gameta materno e 8% da não disjunção no gameta paterno.

### Translocação Robertsoniana
O material extra poderá ser proveniente de uma translocação Robertsoniana, isto é, o braço longo do Cromossoma 21 liga-se topo a topo com outro cromossoma acrocêntrico (cromossomas 13, 14, 15, 21 ou 22), podendo haver assim variabilidade na região extra. A mutação pode ser uma mutação de novo e pode ser herdada de um dos progenitores que não apresenta a síndrome pois tem uma translocação Robertsoniana equilibrada. Por disjunção normal na meiose os gâmetas são produzidos uma cópia extra do braço longo do Cromossoma 21. Esta é a causa de 2 - 3% das síndromes de Down observadas. É também conhecida como "síndrome de Down familiar".

### Mosaicismo
O indivíduo pode ser um mosaico de células com arranjo genético normal e células com trissomia 21. Esta é a causa apontada em 1 - 2% dos casos analisados de síndrome de Down.
Isto pode acontecer de duas maneiras:
- uma não-disjunção numa divisão celular durante as primeiras divisões do zigoto, ficando assim essa célula com uma trissomia 21, dando origem a mais células iguais a si nas divisões seguintes e as restantes células permanecendo normais;
- um zigoto ou embrião com síndrome de Down sofrer uma igual mutação, revertendo assim as células para um estado de euploidia, isto é, correto número de cromossomas, que não possuem trissomia 21.

Existe, obviamente, uma variabilidade na fracção nº de células trissômicas/nº de células euploides, tanto no total como dentro de um próprio tecido. Note-se que é provável que muitas pessoas tenham uma pequena fração de células aneuploides, isto é, com número de cromossomas alterado.

### Duplicação de uma porção do cromossomo 21
A literatura médica reporta casos em que uma região do cromossoma 21 sofre um fenómeno de duplicação. Isto levaria a uma quantidade extra de genes deste cromossoma, mas não de todos, podendo assim haver manifestações da Síndrome de Down, indetectável pelo cariótipo.

## Complicações
- As cardiopatias congénitas afetam 40% destas crianças.[43] Analogamente, a principal causa de uma cardiopatia congênita é a Síndrome de Down.[44] 40% das crianças com Síndrome de Down e cardiopatia congênita tem algum defeito do septo atrioventricular.[43] As principais cardiopatias são comunicação átrio-ventricular, comunicação interventricular, persistência do canal arterial, comunicação interatrial, tetralogia de Fallot e outros.[44] São as principais causas de morte das crianças com este síndrome, especialmente no primeiro ano de vida. No entanto, se forem corrigidas, a esperança de vida destas crianças é bastante elevada.
- A afecção do foro gastroenterológico mais frequente é a atresia duodenal, mas também aparecem a estenose pilórica, a doença de Hirschsprung e as fístulas traqueo-esofágicas. A incidência total de malformações gastroenterológicas é de 12%.
- 3% destas crianças têm cataratas congénitas importantes que devem ser extraídas precocemente. Também são mais frequentes os glaucomas.
- A hipotonia é muito frequente no recém-nascido, o que pode interferir com a alimentação ao peito. Normalmente a alimentação demora mais tempo e apresenta mais problemas devidos à protrusão da língua. A obstipação é mais frequente devido à hipotonia da musculatura intestinal.
- O hipotireoidismo congénito é mais frequente nas crianças com trissomia 21.
- A laxidão das articulações e a hipotonia combinadas podem aumentar a incidência de luxação congénita da anca embora esta alteração seja rara.
- As convulsões são mais frequentes, com incidência de 10%.
- A imunidade celular está diminuída, pelo que são mais frequentes determinadas infecções, como as respiratórias. Habitualmente têm hipertrofia dos adenoides e das amígdalas. Há uma maior incidência de leucemias.
- São muito frequentes as alterações auditivas nestas crianças, 40 a 75% devido a otites serosas crónicas e os defeitos da condução neurosensorial.
- Há uma grande controvérsia sobre a instabilidade atlantoaxial. Radiologicamente, 15% ou mais dos casos apresentam evidência deste facto, mas há muito poucas crianças com problemas neurológicos associados.
- Há um atraso no crescimento com tendência para a obesidade.
- Os dentes tendem a ser pequenos e espaçados irregularmente.
- Existem evidências de menor incidência de cancro; isto tem levado a pesquisas que sugerem que os genes que combatem o cancro estão no cromossoma 21.[45]
- 80% dos homens são inférteis e não poderem ter filhos, enquanto que nas mulheres, a taxa é de 60%. Em 2020, apenas há no mundo 4 casos documentados de filhos de um homem com síndrome de Down.[46]

## Diagnóstico

### Antes do nascimento
Quando os testes de triagem preveem uma alta possibilidade de síndrome de Down, um teste diagnóstico mais invasivo (amniocentese ou biópsia das vilosidades coriónicas) é necessário para confirmar o diagnóstico. A taxa de falso-positivo com triagem é de cerca de 2–5%. A amniocentese e a biópsia de vilosidades coriônicas são testes mais confiáveis, mas aumentam o risco de aborto entre 0,5 e 1%. O risco de problemas nos membros pode aumentar na prole se a amostragem das vilosidades coriônicas for realizada antes de 10 semanas. O risco do procedimento é maior quanto mais cedo for realizado, portanto, a amniocentese não é recomendada antes de 15 semanas de idade gestacional e biópsia das vilosidades coriônicas antes de 10 semanas de idade gestacional.

### Taxas de aborto
Cerca de 92% das gestações na Europa com diagnóstico de síndrome de Down são interrompidas. Como resultado, quase não há ninguém com síndrome de Down na Islândia e na Dinamarca, onde o rastreamento é comum. Nos Estados Unidos, a taxa de interrupção após o diagnóstico é de cerca de 75%, mas varia de 61% a 93%, dependendo da população pesquisada. As taxas são mais baixas entre as mulheres mais jovens e diminuíram ao longo do tempo. Quando perguntadas se fariam uma interrupção se o feto testasse positivo, 23–33% disseram que sim, quando mulheres grávidas de alto risco foram perguntadas, 46–86% disseram que sim, e quando mulheres com teste positivo foram perguntadas, 89–97% disseram sim.

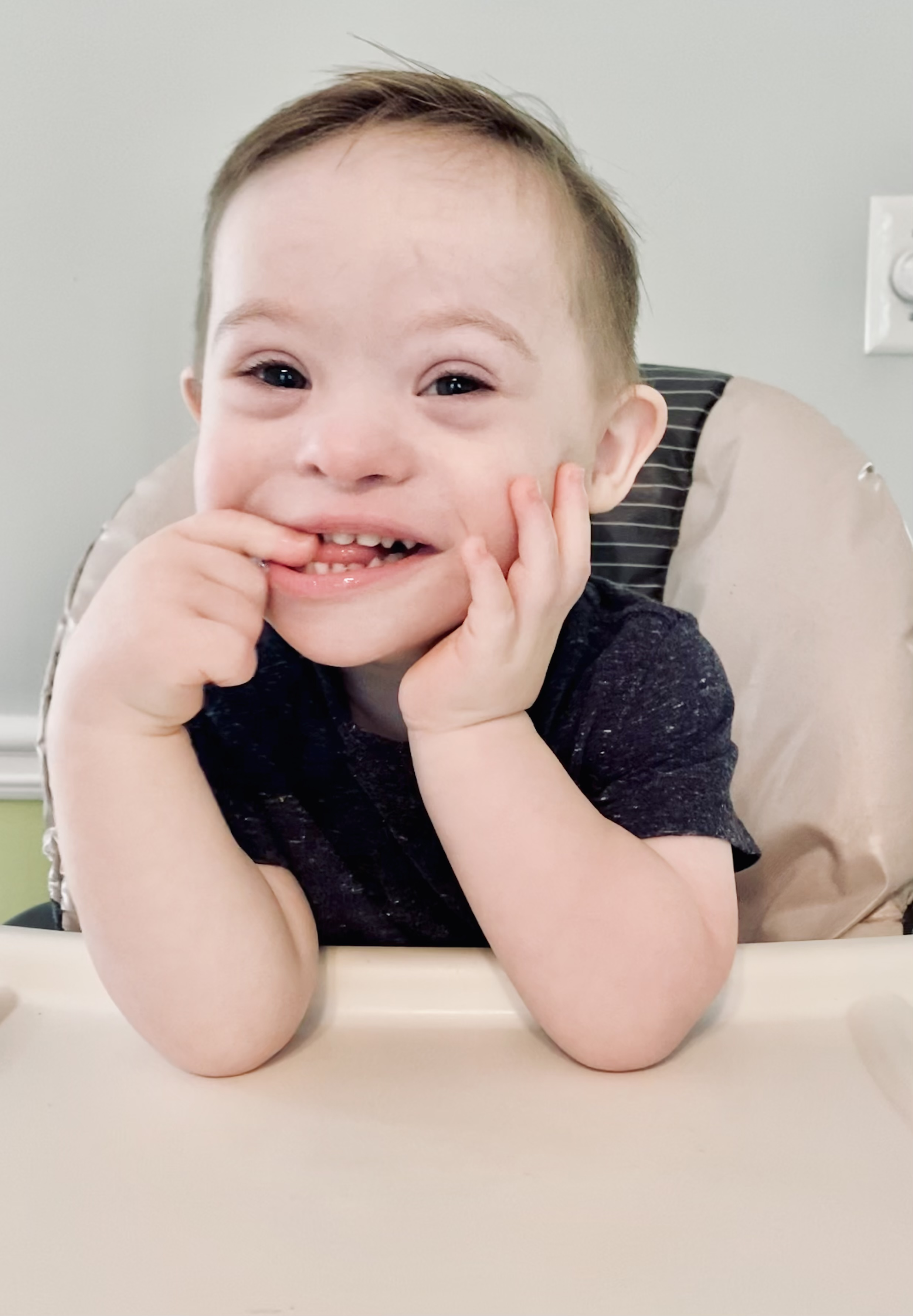
Um bebê com a Síndrome de Down. O número de nascimentos de crianças com síndrome de Down tem caído de forma significativa na Europa.

Depois de 2016, um método mais moderno para detectar a síndrome de Down começou a ser adotado na Europa: o teste pré-natal não invasivo (NIPT), que permite a confirmação do distúrbio sem os riscos dos procedimentos anteriores. Segundo dados de uma pesquisa realizada recentemente, os 10 países europeus com maior taxa de interrupção da gravidez devido à síndrome de Down são:
- Espanha (83%)
- Portugal (80%)
- Dinamarca (79%)
- República Tcheca (77%)
- Eslovênia (76%)
- Estônia (76%)
- Bulgária (74%)
- Itália (71%)
- Bélgica (70%)
- Islândia (69%)

### Após o nascimento
Muitas vezes, pode-se suspeitar do diagnóstico com base na aparência física da criança no nascimento. Uma análise dos cromossomos da criança é necessária para confirmar o diagnóstico e para determinar se uma translocação está presente, pois isso pode ajudar a determinar as chances de os pais da criança terem mais filhos com síndrome de Down.

## Tratamento
Vários aspectos podem contribuir para um aumento do desenvolvimento da criança com síndrome de Down: intervenção precoce na aprendizagem, monitorização de problemas comuns como a tireoide, tratamento medicinal sempre que relevante, um ambiente familiar estável e condutor, práticas vocacionais, são alguns exemplos. Por um lado, a síndrome de Down salienta as limitações genéticas e no pouco que se pode fazer para as sobrepor; por outro, também salienta que a educação pode produzir excelentes resultados independentemente do início. Assim, o empenho individual dos pais, professores e terapeutas com estas crianças pode produzir resultados positivos inesperados.
As crianças com Síndrome de Down frequentemente apresentam redução do tônus dos órgãos fonoarticulatórios e, consequentemente, falta de controle motor para articulação dos sons da fala, além de um atraso no desenvolvimento da linguagem. O fonoaudiólogo será o terapeuta responsável por adequar os órgãos responsáveis pela articulação dos sons da fala além de contribuir no desenvolvimento da linguagem.
Os cuidados com a criança com S.D. não variam muito dos que se dão às crianças sem a síndrome. Os pais devem estar atentos a tudo o que a criança comece a fazer sozinha, espontaneamente e devem estimular os seus esforços. Devem ajudar a criança a crescer, evitando que ela se torne dependente; quanto mais a criança aprender a cuidar de si mesma, melhores condições terá para enfrentar o futuro.
A criança com Síndrome de Down precisa participar da vida da família como as outras crianças. Deve ser tratada como as outras, com carinho, respeito e naturalidade. A pessoa com Síndrome de Down quando adolescente e adulta tem uma vida semi-independente e pode chegar à independência, embora necessita ser preparada para isso.. Graus avançados de escolaridade podem ser atingidos, além disso a pessoa com Síndrome de Down pode trabalhar em diversas outras funções, de acordo com seu nível intelectual. Ela pode praticar esportes, viajar, frequentar festas, etc. E é importante que tenha um ritmo de vida regular e compatível com sua faixa etária e capacidade intelectual.
Pessoas com síndrome de Down têm apresentado avanços impressionantes e rompido muitas barreiras. Em todo o mundo, há pessoas com síndrome de Down estudando, trabalhando, vivendo sozinhas, se casando e chegando à universidade.

### Aprendizagem
O preconceito e o senso de justiça com relação à Síndrome de Down no passado, fez com que essas crianças não tivessem nenhuma chance de se desenvolverem cognitivamente, pais e professores não acreditavam na possibilidade da alfabetização, eram rotuladas como pessoas doentes e, portanto, excluídas do convívio social. Hoje já se sabe que o aluno com Síndrome de Down apresenta dificuldades em decompor tarefas, juntar habilidades e ideias, reter e transferir o que sabem, se adaptar a situações novas, e, portanto todo aprendizado deve sempre ser estimulado a partir do concreto necessitando de instruções visuais para consolidar o conhecimento. Uma maneira de incentivar a aprendizagem é o uso de brinquedos e de jogos educativos, tornando a atividade prazerosa e interessante. O ensino deve ser divertido e fazer parte da vida cotidiana, despertando assim o interesse pelo aprender.
No processo de aprendizagem a criança com Síndrome de Down deve ser reconhecida como ela é, e não como gostaríamos que fosse. As diferenças devem ser vistas como ponto de partida e não de chegada na educação, para desenvolver estratégias e processos cognitivos adequados. A Teoria da modificabilidade cognitiva estrutural, do psicopedagogo Reuven Feuerstein, afirma que a inteligência de qualquer pessoa, independente de sua idade, pode ser "expandida". Um neto de Feuerstein, portador de Síndrome de Down, que teve sua inteligência estimulada por seus métodos desde o nascimento, sempre frequentou a escola normal com bom desempenho.

## Prognóstico
Devido aos avanços da medicina, que hoje trata os problemas médicos associados à síndrome com relativa facilidade, a expectativa de vida das pessoas com síndrome de Down vem aumentando incrivelmente nos últimos anos. Para se ter uma ideia, enquanto em 1947 a expectativa de vida era entre 12 e 15 anos, em 1989, subiu para 50 anos. Atualmente, é cada vez mais comum pessoas com síndrome de Down chegarem aos 60, 70 anos, ou seja, uma expectativa de vida muito parecida com a da população em geral. Em 2007 faleceu em Anápolis, Goiás, a pessoa com síndrome de Down mais velha do mundo, Dilmar Teixeira (n.1934), com 74 anos.

## Epidemiologia

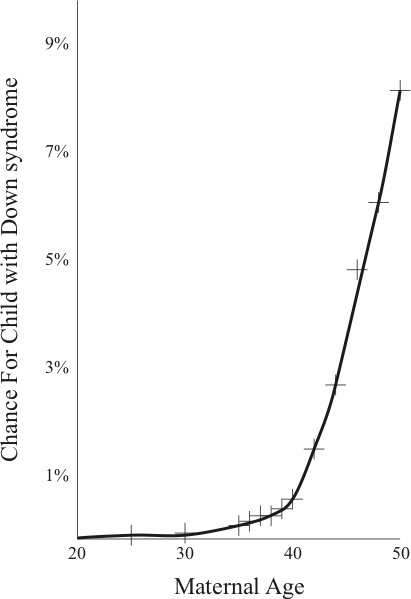
Efeito da idade materna: quanto maior a idade da mãe, maior o risco da ocorrência da síndrome

Estima-se que a incidência da Síndrome de Down seja de um em cada 660 nascimentos, o que torna esta deficiência uma das mais comuns de nível genético. A idade da mãe influencia bastante o risco de concepção de bebé com esta síndrome: em idade de 20 é de 1/1925, em idade de 25 é de 1/1205, em idade de 30 é de 1/885, em idade de 35 é de 1/365, em idade de 40 é de 1/110, em idade de 45 é de 1/32 e aos 49 de 1/11. As grávidas com risco elevado de ter um filho afectado por esta síndrome devem ser encaminhadas para consultas de aconselhamento genético, no âmbito das quais poderão realizar testes genéticos (como a amniocentese).

## História
Existem evidências de que crianças com Síndrome de Down tenham sido representadas na arte, mas a primeira descrição médica da Síndrome ocorreu apenas no século XIX.
Em 1862, o médico britânico John Langdon Down descreve a síndrome; baseado nas teorias racistas da época, ele atribui a causa a uma degeneração, que fazia com que filhos de europeus se parecessem com mongóis, e sugere que a causa da degeneração seria a tuberculose nos pais. Apesar do tom racista de Down, ele recomenda que as pessoas com a síndrome sejam treinadas, e que a resposta ao treinamento é sempre positiva.
Durante vários anos, os pais de crianças com Síndrome de Down recebiam a recomendação de entregar as crianças a instituições, que passariam a cuidar delas (pela vida toda).
O termo foi referido pela primeira vez pelo editor do The Lancet, em 1961. Era, até a data, denominado como mongolismo pela semelhança observada por Down na expressão facial de alguns pacientes seus e os indivíduos oriundos da Mongólia. Porém, a designação mongol ou mongoloide dada às pessoas que têm a síndrome ganhou um sentido pejorativo e até ofensivo, pelo que se tornou banida no meio científico.
O termo mongol ou mongolismo, quando usado de forma pejorativa, ofensiva, poderá ser considerado como crime de preconceito, sem direito à fiança, quando o processo transitar em julgado.
Ao longo do século XX, muitas pessoas com síndrome de Down foram internadas por via da força, recebendo pouco ou nenhum tratamento para os problemas de saúde associados, tendo a maior parte morrido durante a infância ou no início da idade adulta. Com a popularização do movimento eugénico, vários países implementaram programas de esterilização forçada de pessoas com síndrome de Down e graus semelhantes de deficiência. A Alemanha Nazi possuía um programa de eutanásia involuntária sistemática denominado Aktion T4.
Atualmente, estima-se que entre 91% e 93% das crianças detectadas com Síndrome de Down antes do parto sejam abortadas.

## Portugal
Dados revelados em maio de 2013, revelam que em Portugal, um em cada 800 bebés nasce com trissomia 21, segundo a associação Pais 21. Quando a síndrome é detectada nos fetos, 95% dos pais optam por uma interrupção voluntária da gravidez. Estima-se que em Portugal cerca de 15 mil pessoas tenham síndrome de Down.
Um estudo de De Graaf, Buckley e Skotko sobre os abortos de bebês com a síndrome, publicado na revista científica European Journal of Human Genetics em 2020, e atualizado no final de 2022, mostra que Portugal é o segundo país da Europa com maior taxa de interrupção da gravidez devido à síndrome de Down.

## Brasil
Segundo o Censo do Instituto Brasileiro de Geografia e Estatística (IBGE) de 2010, no Brasil existem aproximadamente 300 mil pessoas com síndrome de Down, cujos direitos são assegurados pela Lei Brasileira de Inclusão (Estatuto da Pessoa com Deficiência).